# Сухој Су-37
Сухој Су-37 терминатор (рус. Сухой Су-37, НАТО назив: Flanker-F) је руски експериментални авион, четврте генерације, једносед, способан за извршавање задатака у свим временским условима. Погоне га два мотора ТРДДФ АЛ-31ФП, са управљањем вектором потиска.
Намењен је да се на њему демонстрирају напредне нове технологије. Програм је покренут у циљу истраживања, развоја и доказа примењивости тих технологија, са посебним нагласком на побољшању управљивости авиона. Настао је на бази даљег развоја експерименталног авиона Су-27М, за који је произведено 12 прототипова. Касније је та варијанта обележена са Су-35 и под тим насловом је нуђен на иностраном тржишту. Тај програм је прекинут. Једанаести прототип од Су-27М (Т10М-11) је даље развијан у варијанту Су-37. Са ажурираним системима команди лета и наоружањем, авион је извршио први лет у априлу 1996. године. Током читавог програма испитивања у лету, Су-37 је показао своје изванредне маневарске карактеристике (супер-маневарбилност). Нажалост, срушио се у децембру 2002. године због отказа структуре у условима преоптерећења у маневру.
Су-37 није ушао у серијску производњу, упркос извештају из 1998. године, у којем се тврдило да је произведен и други примерак авиона Су-37, користећи структуру од 12. прототипа Су-27М. Ипак је изграђен само један примерак од прототипа Т10М-11.

## Развој
Развој основне варијанте Су-27 у Су-27М је почео 1982. године, а по завршетку је први лет тога авиона остварен 1988. Уведен је канард, савременији нови мотори са управљањем вектора потиска, нови радар и електричних команди лета (енгл. fly-by-wire). Су-27М добија назив Су-35. Настављен је његов даљи развој у Су-37. То је био авион лабораторија за истраживање, развој и доказивање примењивости нових напреднијих технологија. Су-37 добио је и 3Д (тродимензионални) систем управљања вектором потиска, што је успешно демонстрирао у лету, у Фарнбороу 1996. године, летео је пилот Јевгениј Фролов.
Фирма Сухој је започела са озбиљним истраживањем управљања вектором потиска још 1983. године, када их је совјетска влада задужила са одвојеним развојем варијанте Су-27М, као надоградњу постојеће Су-27. На инсистирање генералног директора Михаила Симонова, који је био главни пројектант Су-27, истраживана је могућност примене асиметрично покретних млазница за потребе управљања вектором потиска. То је било у супротности са преовлађујућим опредељењем на дводимензионалне млазнице у истраживању на западу. Крајем осамдесетих година 20. века, Сухој је експериментално доказивао своја истраживања користећи своје испитне столове у лету.
Током пробних летова Су-27М, који су почели 1988. године, инжењери су закључили да пилоти не могу успешно да остваре активно управљање летелицом на великим нападним угловима због недовољне ефикасности командних површина при малим брзинама лета. Због тога су интегрисани мотори са управљањем вектором потиска на једанаести Су-27 (фабричка шифра Т10М-11), који је произвела фабрика авиона Комсомолск на Амуру на далеком истоку земље и он је коришћен као огледни примерак.
Почетком 1995. године, авион је испоручен опитном центру близу Москве, где су инжењери почели да инсталирају млазнице на авион. Иако је Сухој планирао погон са моторима АЛ-37ФУ, морао је привремено применити слабије АЛ-31ФП, пошто су првобитно планирани били још увек неодступни, због кашњења у развоју. Авион је завршен у мају. Два месеца касније, привремени мотори су замењени са почетно планираним АЛ-37ФУ, чије млазнице су могле да се само отклањају за 15 степени горе или доле, истоветно и различито.
Осим додавања млазница за векторско управљање потиском, Су-37 се није много разликовао од Су-27М опремљеног са канардом. Инжењери су се посебно фокусирали на авионску опрему. За разлику од претходних Су-27М, Су-37 је добио дигиталне (за разлику од аналогних) електричних команди лета (енгл. fly-by-wire), које су директно интегрисане са системом команди вектором потиска. Заједно са укупним високим односом потиска и тежине ваздухоплова, као и са потпуном дигиталним управљањем моторима, интегрисани системи команди погона и команди лета су значајно допринели побољшању маневарских карактеристика авиона на великим нападним угловима и малим брзинама лета.
Систем за управљање наоружањем авиона је такође побољшан, јер је укључивао савремени пулсно-допплерски радар са фазираном антенском решетком (електронско скенирање) Н011 „барс”, који обезбеђује авиону дејство ваздух-ваздух и ваздух-тло.
Радар је у стању да прати двадесет циљева у ваздушном простору и истовремено усмерава пројектиле према осам, за разлику на Су-27М, који прати само петнаест циљева, а истовремено ажурирати шест. Радар Н011 је отпоран на електронско ометање, домет му је, у моду ваздух-ваздух 400 km, а ваздух-тло 200 km. Авион Су-37 је задржао радар Н012 са Су-27М. Исти је уграђен на носачу позади, за функцију самоодбране у домену задње полу-сфере на удаљености од 4 km, што омогућава да ракета кратког домета Р-73Е буде усмерена и иза авиона, у његову задњу полу-сферу.
Значајно побољшање је учињено модернизацијом кабине. Поред горњег приказивача, Су-37 има и четири мултифункционална приказивача са течним кристалима у "Т" конфигурацији, који имају бољу заштиту од позадинског осветљења у односу на приказивање на Су-27М, где су монокромне катодне цеви. Приказивачи пилоту пружају информације о навигацији, статусу система и избору оружја.
Пилотско избациво седиште је нагнуто 30 степени за лакше подношење оптерећења при великим нормалним убрзањима. Нагнуто седиште омогућује пилоту радни полулежећи положај. У томе положају, пилот лакше подноси оптерећења услед великих нормалних убрзања, у току борбе (маневра). Уз помоћ анти-G одела, пилот може временски дуже да маневрише близу граничних оптерећења са нормалним убрзањем од 9g, избегавајући противничке ракете, а за лансирање својих може брже да изабере погодан положај и тренутак. Краткотрајно може прећи нормално убрзање и до 11g. Притисак у каналима (цевима) анти-G одела се регулише преко сигнала из система управљања авионом. У заваљеном полулежећем положају, у правцу вертикалне осе авиона се смањује растојање од пилотовог мозга до срца, што му ублажава негативни утицај оптерећења на крвоток.
Овакво решење условљава премештање пилотове командне палице удесно, са истовременим смањењем њене величине. На овај начин се ослобађа цео визуелни простор испред пилотових очију до приказивача на инструменталној табли. Са леве стране је мала палица за управљање моторима. Мале командне ручице (палице) имају ергономски подешене рукохвате, за шаке леве и десне руке, а пилотове подлактице имају одговарајуће наслоне на бочним странама седишта. На рукохватима палица су распоређени командни прекидачи, за управљање са системима опреме и наоружањем у реалном времену. Пилот, током лета и током вођења борбе, непрекидно држи обе руке на палицама. При нагињању седишта пилот би отежано могао управљати помоћу команди на класичној инструменталној табли, те је тај проблем разрешен премештањем прекидача на рукохвате малих палица. Ово решење омогућава стално држање леве руке пилота на ручици гаса мотора, а десне на палици команди лета, систем HOTAS (енгл. hands on throtle and stick).
Једноцевни топ ГШ-301 је фиксно интегрисан у структуру авиона, калибра 30 mm, са каденцом од 1.500 граната у минути и бојевим комплетом од 150 граната.
На 12 везних тачака омогућено је поткачити разно наоружање, гориво и опрему у контејнерима, укупне масе до 8.000 kg.
За блиску ваздушну борбу, интегрисане су ракете кратког домета Р-73Е са IC главом за даљину вођења од 30 до 300 km. Ова ракета те категорије је једна од најбољих на свету. Захваљујући 3Д млазници, са управљањем вектором потиска, постиже велики обртни угао скретања и до 60°. Другим речима, пилот може гађати циљеве који су под углом до 60° у свим правцима у односу на тренутни правац путање лета авиона. За борбу на дистанци средњег домета до 150 km, на Су-37 су интегрисане ракете Р-27 или Р-77, вођене комбиновано радаром и IC. За гађање циљева на веома великим удаљеностима до 400 km, интегрисане су ракете аутономно вођене властитим радаром. За мисије ваздух-тло Су-37 може да носи више врста IC и радаром вођених ракета.

## Оперативна употреба
Током настављеног програма испитивања у лету, било је очигледно да је Су-37 добио карактеристике супер-маневрабилности доприносом управљања вектором потиска. Према Симонову, та карактеристика омогућава пилотима да развију нове борбене маневре и тактике, увелико повећавајући борбену ефикасност. Међу новим маневрима била је Супер кобра, што је варијанта Пугачове кобре, иста је демонстрирана током међународног сајма авиона у Фанбороу, у септембру 1996. године. Авион је пилотиран од стране Фролова, подигао се и задржао тренутни положај као да стоји на репу, што теоретски омогућује авиону да се са њега лансира ракета на противника у борби. Супер кобра је еволуирала у превртање преко главе (салто), практично то је петља Су-37 од 360 степени, са екстремно малим радијусом окретања дуж авиона. Према мишљењима пробних пилота, управљање вектором потиска даје авиону значајну предност у блиској борби. Ипак, критичари су то довели у питање. Са подозрењем се цени практична корист од таквих маневара, иако се с њима омогућује раније избегавање непријатељских пројектила, при томе се брзо губи кинетичка енергија авиона. То авион доводи у услове повећане рањивости, после избегавања првог поготка од стране непријатеља.
Авион је приказан на Париском салону 1997. године. Иако је наступио у летачком програму само последњег дана, препознато је да је Су-37 својим програмом у лету био посебна атракција те изложбе авиона. Након тога, авион је учествовао на сајму МАКС у Москви, на Међународној изложби одбране у Дубаију и на аеромитингу ФИДАЕ у Сантјагу, у Чилеу, пошто су његови власници покушавали да га рекламирају за извоз. Са истеком радног века мотора, на авиону су замењени тадашњи АЛ-37ФУ са стандардним серијским АЛ-31Ф моторима, који нису имали покретне млазнице. Губитак могућности управљања вектором потиска, било је донекле компензирано ажурирањем система команди лета. У октобру 2000. године, настављен је програм испитивања у лету.
Програм испитивања у лету је завршен 19. децембра 2002. године, када је лева страна хоризонталног репа авиона покидана, током високог маневра, што је довело до удеса у Шатури, близу Москве. Отказ конструкције је узрокован понављањем прекорачења пројектног оптерећења током шест година дугог испитивања авиона. Пилот се безбедно катапултирао. Упркос приказивањем и директним нуђењем бразилском и јужнокорејском ратном ваздухопловству, авион Су-37 није успео да заинтересује ни једног страног купца. Индија је средином деведесетих година двадесетог века финансирала развој варијанте Су-30МКИ, који је двосед са уграђеним канардима, радаром Н011М и технологијом управљања вектором потиска процењене и доказане концепције на авиону Су-37. Поред тога, испитивањем Су-27М и Су-37, инжењери су утврдили да управљање вектором потиска може надокнадити губитак маневарских карактеристика због уклањања канарда, који повећавају масу и сложеност инструкције летелице. Модернизованом Су-35, у складу са тим чињеницама, скинути су канарди и без њих је први пут тај авион летео у фебруару 2008. године.

## Карактеристике
Коришћени извори:

### Опште
| - Посада = 1 - Дужина = 22,183 m - Размах крила = 14,698 m - Висина = 6,433 m - Површина крила = 63,5 m² | - Маса празног опремљеног = 18.500 kg - Мах маса у полетању = 34.000 kg - Погон = 2 × ТРДДФ АЛ-31ФП - Потисак - Без допунског сагоревања (БДС) = 83 kN - Са допунским сагоревањем (СДС) = 142 kN |

### Перформансе
| - Максимална брзина - На висини = 2.500 km/h - На нивоу мора = 1.400 km/h - Стаза полетања = 750 m - Стаза протрчавања = 600 m - Плафон лета = 18.800 m | - Борбени радијус = 800 km - Долет - Без допунског горива = 4.000 km - Са допунским горивом = 6.500 km - Брзина успона = 230 m/sec - Мах нормално убрзање = +9/−3 g m/sec² |

### Наоружање
| - Топ = 1× 30 mm ГШ-30-1 унутрашња уградња, са 150 граната | - 12 спољних носача (6 - испод крила, 2 - на крају крила, 2 - испод гондола мотора и 2 - испод средишње секције између гондола мотора). = Носи до 8.000 kg, од тога ракете за блиску борбу - Р-27РЕ, Р-27ТЕ, Р-77), а средњег домета (Р-73, Р-73М, Р-60М), ваздух-тло С-25ЛД, Х-29Л и Т, Х-59М, Х-31А, бомбе - КАБ-500Кр, ФАБ-500, -250, ОФАБ-100 и лансере невођених ракета С-8, С-13, С-25. |

### Авионска опрема
| - ОЛС-35 = Систем за инфрацрвено претраживање и праћење | - Н011 барс = Радар са фазираном антенском решетком (електронско скенирање) - Кабина = ЛЦД вишенаменски приказивачи |

### Поређење авиона исте генезе
| Карактеристике три варијанте     | Карактеристике три варијанте | Карактеристике три варијанте | Карактеристике три варијанте |
| Параметар / варијанта авиона     | Су-27СК                      | Су-35                        | Су-37                        |
| -------------------------------- | ---------------------------- | ---------------------------- | ---------------------------- |
| Посада                           | један                        | један                        | један                        |
| Геометрија                       |                              |                              |                              |
| Дужина                           | 21,935                       | 22,183                       | 22,183                       |
| Висина                           | 5,932                        | 6,35                         | 6,43                         |
| Размах крила                     | 14,70                        | 14,70                        | 14,70                        |
| Површина крила                   | 62,0                         | 62,0                         | 62,0                         |
| Перформансе                      |                              |                              |                              |
| Максимална брзина                | 2.430 km/h                   | 2.440 km/h                   | 2.500 km/h                   |
| Практични плафон лета            | 18.000                       | 18.000                       | 18.000                       |
| Долет                            | 3.680                        | 3.200*                       | 3.700*                       |
| Маса                             |                              |                              |                              |
| Празан опремљен                  | 16.000                       | 18.400                       | 18.500                       |
| Максимална                       | 33.000                       | 34.000                       | 35.000                       |
| Стандардна, реперна              | 22.500                       | 25.700                       | 28.000                       |
| Погон                            |                              |                              |                              |
| Мотор                            | 2 × АЛ-31Ф                   | 2 × АЛ-31ФМ                  | 2 × АЛ-31ФП                  |
| Потисак са допунским сагоревањем | 2 × 125,36                   | 2 × 125,36                   | 2 × 145,00                   |
| Спољна носивост                  |                              |                              |                              |
| Број подвесних тачака            | 10                           | 12                           | 12                           |
| Подвесни терет                   | 7.000                        | 8.000                        | 8.000                        |
| Легенда: * Без допуњавања горива |                              |                              |                              |